# 栄町 (青森市)
栄町（さかえまち）は青森県青森市の地名。現行行政地名は栄町一丁目及び栄町二丁目。郵便番号030-0903。

## 地理
青森市の中心市街地東部に位置する。北東で合浦、南東で浪打、南で花園、南西の堤川越しに松原、西で同じく堤川越しに堤町、北西で茶屋町と隣接する。南北の幅約200m～100m、東西の幅1km超と非常に細長い形をしており、西側の栄町一丁目と東側の栄町二丁目で構成される。
　国道4号をまたぐような形ではあるが、中小商店などが多い場所である。堤橋で堤川を西側から渡った場合、国道4号沿いに続き、浪打銀座通り少し手前までずっと続いている。南には東北本線の旧線路跡地の１号遊歩道があり、堤川から450mほどは特に「文芸のこみち」として1995年7月7日に開園した。淡谷のり子や太宰治など青森県出身の著名人の碑が14基建てられている。

## 歴史
江戸時代は津軽郡造道村であった場所である。
- 1871年（明治4年） - 字浪打の南部に帰農士族が移転する。その場所は、浪打新町と呼ばれた。
- 1872年（明治5年） - 火災に遭った諏訪神社が、堤川の中洲から字浪打（現在の栄町）に移転。
- 1876年（明治9年） - 明治天皇巡幸に際し、堤橋からまっすぐ東に向かう新道が建設される。これにより、浪打新町が街道沿いとなり、後に新茶屋町とも呼ばれる。北側に位置する古くからの茶屋町は古茶屋町と呼ばれる。
- 1883年（明治16年） - 浪打新町が造道村から分離して栄町となる。
- 1889年（明治22年）4月1日 - 栄町は、造道村字浪打とともに、青森市に編入された。
- 1926年（大正15年）7月10日 - 大火。栄町裏通りは協成女学校を残して火の手が止まる[3]。
- 1966年（昭和41年）6月1日 - 青森市東部地区の住居表示実施により、栄町の一部が栄町一・二丁目となる。
- 1969年（昭和44年）11月1日　- 青森市練兵町地区の住居表示実施により、栄町の一部が花園二丁目に組み込まれた。

## 施設
- 東消防署
- 青森栄町郵便局
- 阿弥陀寺
- 成田山青森寺
- 諏訪神社